# Guyot
Guyot je ena pogostejših gojitvenih oblik vinske trte, ki je dobila ime po francoskem znanstveniku Julesu Guyotu. Pri tej gojitveni metodi, kjer gre v glavnem za obrezovanje šparonov, poznamo dve  obliki: enojni guyot, dvojni guyot.